# Karl Malden
Karl Malden (de nom Mladen George Sekulovich, que ve de Mladen ore Sekulovi, en ciríl·lic serbi: Младен Ђорђе Секуловић), (Chicago, 22 de març de 1912 -Los Angeles, 1 de juliol de 2009) fou un actor i director americà. «Cara» memorable del cinema americà, encarnant tant papers de bèsties com de personatges simpàtics, Karl Malden va portar també una gran carrera al teatre i a la televisió.

## Biografia
Nascut a Chicago d'una mare txeca i d'un pare serbi de Montenegro, Karl Malden exerceix diversos oficis després dels seus estudis però es decanta des de 1934 cap a la carrera d'actor. S'inscriu al Goodman Theater després de provar sort a Nova York el 1937 i actua des de llavors regularment sobre els escenaris de Broadway. Mobilitzat durant la guerra, ha d'interrompre les seves activitats (apareix tanmateix, atribuït amb el seu grau de caporal, a la pel·lícula de propaganda americana Winged Victory de George Cukor) després torna sobre les taules, treballant sota la direcció de l'escenògraf Elia Kazan per a All My Sons d'Arthur Miller i Un tramvia anomenat Desig de Tennessee Williams.
Després d'algunes aparicions en el cinema, Karl Malden participa en la versió cinematogràfica signada per Elia Kazan d'A Streetcar Named Desire el 1951 al costat de Marlon Brando i Vivien Leigh. S'emporta l'Oscar al millor actor secundari pel paper de Mitch i veu arrencar la seva carrera a la pantalla gran. Troba altres personatges memorables sota la direcció de Kazan, com a sacerdot a La llei del silenci el 1954 (que li val una nominació a l'Oscar) i en el marit de Carroll Baker a Baby Doll el 1956. Si té el primer paper de la pel·lícula Phantom of the Rue Morgue (1954), Karl Malden imposa sobretot el seu talent en papers secundaris però la seva presència realça l'interès de la pel·lícula on apareix, ja sigui policia a Jo confesso d'Alfred Hitchcock (1953), o fugitiu de la llei esdevingut xèrif després de trair Marlon Brando a Un tipus dur (1961), director de presó a Birdman of Alcatraz amb Burt Lancaster (1962) o general a Patton (1970), entre d'altres.
Després d'haver aparegut regularment en el cinema durant una vintena d'anys (també ha realitzat una pel·lícula de guerra amb Richard Widmark: Time Limit el 1957), Karl Malden intenta una carrera a la televisió el 1972 tenint un dels dos papers principals (el del simpàtic i íntegre tinent Mike Stone) en la cèlebre sèrie de televisió The Streets of San Francisco al costat de Michael Douglas (després de Richard Hatch en la cinquena temporada). La sèrie es para el 1977 després de cent vint episodis. Karl Malden torna llavors breument al cinema i roda una dotzena de telefilms així com una altra sèrie, molt efímera, Skag el 1980. Cal destacar que reprèn el paper de Mike Stone el 1992. Apareix igualment en nombrosos spots publicitaris als Estats Units per a la targeta American Express.
Karl Malden, que no ha rodat més des de 1993 tret d'una aparició en un episodi de la primera temporada de The West Wing el 2000, ha publicat les seves memòries titulades When Do I Start el 1997. És casat des de 1938 amb Mona Greenberg: es tracta d'un dels matrimonis més llargs de la història de Hollywood.
Karl Malden era, en la seva joventut, un amic proper a Issur Danielovitch, futur Kirk Douglas. Han treballat junts a la mateixa fàbrica. És la dona de Malden, Mona, que els va suggerir els seus pseudònims respectius. Karl Malden, per la seva part, sempre havia lamentat haver hagut de canviar de nom per a la seva carrera i va insistir (debades) perquè el seu personatge a La llei del silenci portés el nom de Sekulovich.
Mor l'1 de juliol de 2009 de mort natural al seu domicili del barri de Brentwood (Los Angeles).

## Filmografia
Tot i que la seva filmografia com a actor és extensa Malden també dirigí una pel·lícula el 1957: Time Limit

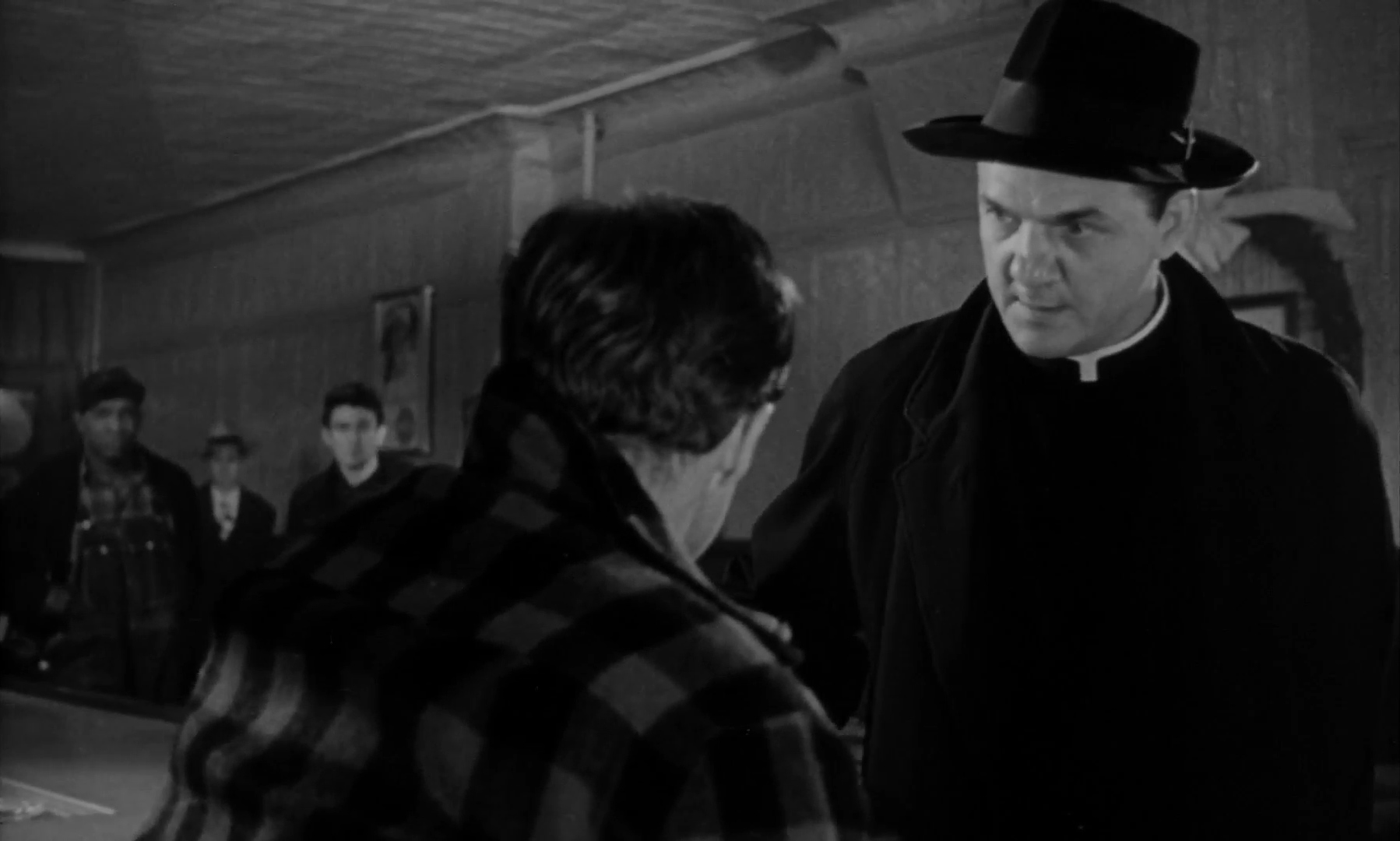
Karl Malden amb Marlon Brando en el tràiler de La llei del silenci (1954)

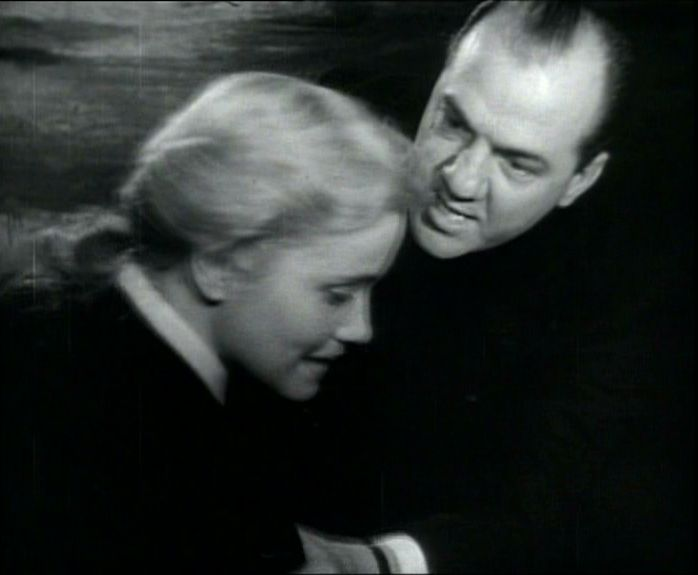
Karl Malden amb Eva Marie Saint en el tràiler de La llei del silenci (1954)

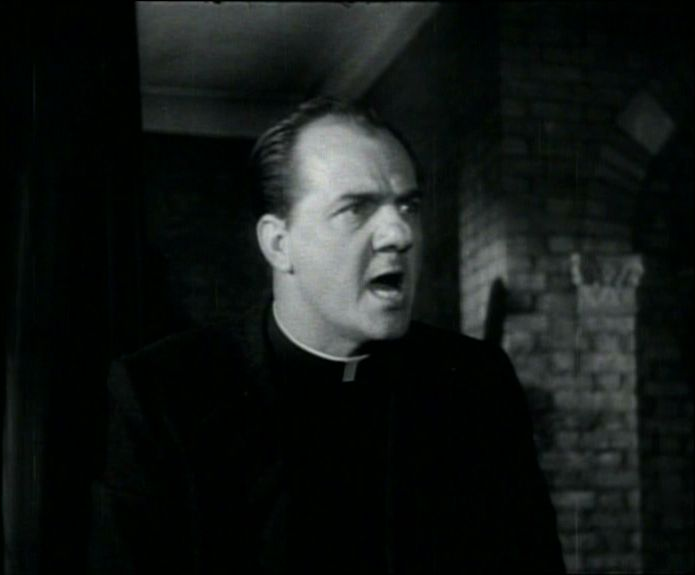
Karl Malden com Pare Barry en el tràiler de La llei del silenci (1954)

- Sabien què volien (They Knew What They Wanted) (1940)
- Winged Victory (1944)
- 13 Rue Madeleine (1947)
- Boomerang (1947)
- Kiss of Death (1947)
- The Gunfighter (1950)
- Where the Sidewalk Ends (1950)
- Halls of Montezuma (1951)
- A Streetcar Named Desire (1951)
- The Sellout (1952)
- Diplomatic Courier (1952)
- Operation Secret (1952)
- Ruby Gentry (1952)
- Jo confesso (I Confess) (1953)
- Take the High Ground! (1953)
- El fantasma del carrer de la Morgue (Phantom of the Rue Morgue) (1954)
- La llei del silenci (On the Waterfront) (1954)
- Baby Doll (1956)
- Fear Strikes Out (1957)
- Bombers B-52 (1957)
- Llavis tancats (Time Limit) (1957) (director)
- L'arbre del penjat (The Hanging Tree) (1959) (també codirector)
- Pollyanna (1960)
- The Great Impostor (1961)
- Un tipus dur (One-Eyed Jacks) (1961)
- Parrish (1961)
- All Fall Down (1962)
- L'home d'Alcatraz (Birdman of Alcatraz) (1962)
- La conquesta de l'Oest (How the West Was Won) (1962)
- La reina del vodevil (Gypsy) (1962)
- Come Fly with Me (1963)
- Dead Ringer (1964)
- El gran combat (Cheyenne Autumn) (1964)
- El rei del joc (1965)
- Nevada Smith (1966)
- Murderers' Row (1966)
- Hotel (1967)
- By the Great Horn Spoon! (1967)
- Un cervell de mil milions de dòlars (Billion Dollar Brain) (1967)
- Blue (1968)
- Hot Millions (1968)
- Patton (1970)
- The Cat o' Nine Tails (1971)
- Dos homes contra l'oest (Wild Rovers) (1971)
- Summertime Killer (1972) (Un verano para matar) com Capità John Kiley
- Més enllà de l'aventura del Posidó (Beyond the Poseidon Adventure) (1979)
- Meteor (1979)
- Miracle on Ice (1981)
- Twilight Time (1982)
- The Sting II (1983)
- Fatal Vision (1984) (minisèrie de TV)
- Dario Argento's World of Horror (1985) (documental)
- Alice in Wonderland (1985) (minisèrie de TV)
- Billy Galvin (1986)
- Nuts (1987)
- Broadway: The Golden Age, by the Legends Who Were There (2003)